# Lijst van Alarmschijven in 1971
Deze hits waren in 1971 Alarmschijf op Radio Veronica:
| Nr. | Datum        | Artiest                        | Titel                                   | Hoogste positie in Top 40 |
| --- | ------------ | ------------------------------ | --------------------------------------- | ------------------------- |
| 60  | 2 januari    | McGuinness Flint               | When I'm Dead and Gone                  | 18                        |
| 61  | 9 januari    | Lynn Anderson                  | Rose Garden                             | 2                         |
| 62  | 16 januari   | Focus                          | House of the King                       | 14                        |
| 63  | 23 januari   | Tom Jones                      | She's a Lady                            | 13                        |
| 64  | 30 januari   | Emerson, Lake & Palmer         | Lucky Man                               | 12                        |
| 65  | 6 februari   | John Lennon & Plastic Ono Band | Mother                                  | 8                         |
| 66  | 13 februari  | Elton John                     | Your Song                               | 10                        |
| 67  | 20 februari  | Klaas & Peter                  | Huilen is voor jou te laat              | 26                        |
| 68  | 27 februari  | Earth & Fire                   | Invitation                              | 5                         |
| 69  | 6 maart      | Sandy Coast                    | True Love That's a Wonder               | 3                         |
| 70  | 13 maart     | George Baker Selection         | Nathalie                                | 11                        |
| 71  | 20 maart     | Polis                          | Dirlada                                 | 11                        |
| 72  | 27 maart     | The Marmalade                  | My Little One                           | 28                        |
| 73  | 3 april      | John Lennon & Plastic Ono Band | Power to the People                     | 7                         |
| 74  | 10 april     | The Fortunes                   | Here Comes That Rainy Day Feeling Again | 18                        |
| 75  | 17 april     | Drafi Deutscher                | United (Te deum)                        | 25                        |
| 76  | 24 april     | Ringo Starr                    | It Don't Come Easy                      | 9                         |
| 77  | 1 mei        | The Doors                      | Love Her Madly                          | 9                         |
| 78  | 8 mei        | Road                           | Never Leave Me Lonely                   | 15                        |
| 79  | 15 mei       | Bread                          | If                                      | 19                        |
| 80  | 22 mei       | Cat Stevens                    | Tuesday's Dead                          | 10                        |
| 81  | 29 mei       | The Hollies                    | Hey Willy                               | 19                        |
| 82  | 5 juni       | Blue Mink                      | The Banner Man                          | 11                        |
| 83  | 12 juni      | The Walkers                    | My Darling Helena                       | 4                         |
| 84  | 19 juni      | Stephen Stills                 | Change Partners                         | 24                        |
| 85  | 26 juni      | Bee Gees                       | How Can You Mend a Broken Heart         | 16                        |
| 86  | 3 juli       | Los Mayas                      | Concerto d'Aranjuez                     | 9                         |
| 87  | 10 juli      | Joe Frank Hamilton & Reynolds  | Don't Pull Your Love                    | 23                        |
| 88  | 17 juli      | The Cats                       | One Way Wind                            | 3                         |
| 89  | 24 juli      | The Doors                      | Riders on the Storm                     | 7                         |
| 90  | 31 juli      | Michel Delpech                 | Pour un flirt                           | 3                         |
| 91  | 7 augustus   | Sandra & Andres                | Que je t'aime                           | 8                         |
| 92  | 14 augustus  | T. Rex                         | Get It On                               | 15                        |
| 93  | 21 augustus  | James Taylor                   | You've Got a Friend                     | 20                        |
| 94  | 28 augustus  | Sandy Coast                    | Just a Friend                           | 11                        |
| 95  | 4 september  | Earth & Fire                   | Storm and Thunder                       | 6                         |
| 96  | 11 september | The Pop Tops                   | Mamy Blue                               | 3                         |
| 97  | 18 september | Greenfield & Cook              | Only Lies                               | 4                         |
| 98  | 25 september | Golden Earring                 | She Flies on Strange Wings              | 4                         |
| 99  | 2 oktober    | The Carpenters                 | Superstar                               | 21                        |
| 100 | 9 oktober    | Joan Baez                      | The Night They Drove Old Dixie Down     | 9                         |
| 101 | 16 oktober   | Redbone                        | The Witch Queen of New Orleans          | 7                         |
| 102 | 23 oktober   | The Shepherds                  | Voor jou                                | 34                        |
| 103 | 30 oktober   | John Lennon & Plastic Ono Band | Imagine                                 | 6                         |
| 104 | 6 november   | Four Tops                      | Simple Game                             | 15                        |
| 105 | 13 november  | George Baker Selection         | Mama Oh Mama                            | 9                         |
| 106 | 20 november  | Mouth & MacNeal                | How Do You Do                           | 1(5wk)                    |
| 107 | 27 november  | T. Rex                         | Jeepster                                | 28                        |
| 108 | 4 december   | The Beach Boys                 | Student Demonstration Time              | 21                        |
| 109 | 11 december  | Tony Christie                  | Is This the Way to Amarillo             | 4                         |
| 110 | 18 december  | Corry en de Rekels             | Hoog aan de hemel                       | 10                        |
| 111 | 25 december  | Middle of the Road             | Sacramento (A Wonderful Town)           | 1(7wk)                    |

1969 ·
1970 ·
1971 ·
1972 ·
1973 ·
1974 ·
1975 ·
1976 ·
1977 ·
1978 ·
1979 ·
1980 ·
1981 ·
1982 ·
1983 ·
1984 ·
1985 ·
1986 ·
1987 ·
1988 ·
1989 · 
1990 · 
1991 · 
1992 · 
1993 · 
1994 · 
1995 · 
1996 · 
1997 · 
1998 · 
1999 · 
2000 · 
2001 · 
2002 · 
2003 · 
2004 · 
2005 · 
2006 · 
2007 · 
2008 · 
2009 ·
2010 ·
2011 ·
2012 ·
2013 ·
2014 ·
2015 ·
2016 ·
2017 ·
2018 ·
2019 ·
2020 ·
2021 ·
2022 ·
2023 ·
2024 ·
2025